# Listă de scriitori de limbă germană/Z
| Vezi: Za Ze Zi Zl - Zs Zu - Zw |

## Za
- Eugen Zabel (1851–1924)
- Ferdinand Zacchi (1884–1966)
- Manfred Zach (n. 1947)
- Justus Friedrich Wilhelm Zachariae (1726–1777)
- Alfred Zacharias (1901–1998)
- Ernst Zacharias (1890–1963)
- Rumjana Zacharieva (n. 1950)
- Hermann H. Zagel (1859–1936)
- Peter-Paul Zahl (n. 1944)
- Ernst Zahn (1867–1952)
- Daniel Zahno (n. 1963)
- Norbert Zähringer (n. 1967)
- Feridun Zaimoğlu (n. 1964)
- Eduard Zak (1906-1979)
- Herbert Zand (1923–1970)
- Hans Conrad Zander (n. 1937)
- Burgy Zapp (n. 1978)
- Sidonia Hedwig Zäunemann (1714–1740)
- Friedrich Zauner (n. 1936)
- Georg Zauner (n. 1920)
- Hansjörg Zauner (n. 1959)

## Ze
- Paul Zech (1881–1946)
- Joseph Christian von Zedlitz (1790–1862)
- Dorothea Zeemann (1909–1993)
- Juli Zeh (n. 1974) [1]
- Ludwig Zehetner (n. 1939)
- Paul Gerhard Zeidler (1879–1947)
- Susanna Elisabeth Zeidler (1657–cca. 1706)
- Peter Zeindler (n. 1934)
- Franz Zeise (1869–1966)
- August Hermann Zeiz (1893-1964)
- Eva Zeller (n. 1923)
- Felicia Zeller (n. 1970)
- Louise Zeller (1823–1889)
- Michael Zeller (n. 1944)
- Joachim Zelter (n. 1962)
- Georg Zenk (n. 1946)
- Hartmut Zenker (1922–1991)
- Helmut Zenker (1949–2003)
- Wolfgang Zenker (1898–?)
- Emilie Zenneck (1867–1944)
- Klaus Zenner, (1915–?)
- Rosemarie Zens, (n. 1944)
- Julius Zerfass (1886–1956)
- Heinrich Zerkaulen (1892–1954)
- Otto Zerlik (1907–?)
- Guido Zernatto (1903–1943)
- Julius Zerzer (1889–1971)
- Philipp von Zesen (1619–1689)
- Karl Zetter (1842–1909)
- Zephyrin Zettl (1876–1935)

## Zg
- Friedrich Pruss von Zglinicki (1895–1986)

## Zi
- Karl Ziak (1902–1987)
- Ursula Ziebarth (n. 1921)
- Ulrich Zieger (n. 1961)
- Marianne von Ziegler (1695–1760)
- Reinhold Ziegler (n. 1955)
- Thomas Ziegler, de fapt Rainer Zubeil (1956)
- Heinrich Anselm von Ziegler und Kliphausen (1663–1697)
- Michael Zielonka (n. 1942)
- Jochen Ziem (1932–1994)
- Ludwig Ziemssen (1823–1898)
- O. P. Zier, de fapt Othmar Peter Zierlinger (1954)
- Otto Zierer (1909–1983)
- Herbert Ziergiebel (1922–1988)
- Maria Zierer-Steinmüller (1889–?)
- Heinz-Jürgen Zierke (n. 1926)
- Wilhelm Zierow (1870–1945)
- Gisela Zies (n. 1939)
- Maxim Ziese (1901–1955)
- Kurt Ziesel (1911–2001)
- Heinrich Zillich (1898–1988)
- Werner Zillig (n. 1949)
- Christoph Zimmer
- Max Zimmering (1909–1973)
- Katharina Zimmermann (n. 1933)
- Meta Zimmermann (1868–?)
- Peter Zimmermann (1961)
- Wilhelm Zimmermann (1807–1878)
- Reiner Zimnik (n. 1930)
- Julius Wilhelm Zincgref (1591–1635)
- Karl Theodor Zingeler (1845–1923)
- Ignaz Vinzenz Zingerle (1825–1892)
- Peter Zingler (n. 1944)
- Herbert Zinkl (n. 1929)
- Adelbert Alexander Zinn (1880–1941)
- Dorit Zinn (n. 1940)
- Hedda Zinner (1905–1994)
- Nikolaus Ludwig von Zinzendorf (1700–1760)
- Arnulf Zitelmann (1929)
- Kathinka Zitz (1801–1877)

## Zl - Zs
- Franz Josef Zlatnik (1871–1933)
- Fedor von Zobeltitz (1857–1934)
- Hanns von Zobeltitz (1853–1918)
- Hans Zöberlein (1895–1964)
- Joseph Zoderer (n. 1935)
- Otto Zoff (1890–1963)
- Ferdinand Zöhrer (1844–1901)
- Elisabeth Zöller (n. 1945)
- Hektor Zollikofer (1799–1853)
- Albin Zollinger (1895–1941)
- Angelika Zöllner (n. 1948)
- Richard Zoozmann (1863–1934)
- Emil Zopfi (n. 1943)
- Gerda Zorn (n. 1920)
- Annemarie Zornack (n. 1932)
- Roland Zoss (n. 1951)
- Kurt Zotz (1899–1958)
- Heinrich Zschokke (1771–1848)
- Matthias Zschokke (n. 1954)
- Gerald Zschorsch (n. 1951)

## Zu - Zw
- Kurt Zube (1905-1991)
- Anton Wilhelm von Zuccalmaglio (1803–1869)
- Vinzenz Jakob von Zuccalmaglio (1806–1876)
- Karl Zuchardt (1887–1968)
- Renée Zucker (n. 1954)
- Hugo Zuckermann (1881–1914)
- Carl Zuckmayer (1896–1977)
- Manfred Züfle (1936–2007)
- Friedrich Joseph Zumbach (1774–1860)
- Otto zur Linde (1873–1938)
- Unica Zürn (1916–1970)
- Harald Zusanek (1922–1989)
- Arnold Zweig (1887–1968)
- Max Zweig (1892–1992)
- Stefan Zweig (1881–1942)
- Stefanie Zweig (n. 1932)
- Gerhard Zwerenz (n. 1925)
- Jan Zweyer, de fapt Rüdiger Richartz (1953)
- Dieter Zwicky (n. 1957)
- Hans von Zwiedineck-Südenhorst (1845–1906)
- Frank Gerhard Zwillinger (1909–1989)